# ادوارد مارش
ادوارد مارش (انگلیسی: Edward Marsh؛ ۱۲ فوریهٔ ۱۸۷۴ – ۱۰ اکتبر ۱۹۳۲) قایقران روئینگ اهل ایالات متحده آمریکا بود.